# Abbaye de Denain
Pour des articles plus généraux, voir Abbaye et Christianisation et urbanisation du Nord-Pas-de-Calais.
L'abbaye de Denain fut fondée  par Adalbert II d'Ostrevent († 790), ou Adelbert, seigneur d'Ostrevent, époux de la comtesse Reine, père de dix filles, dont Sainte Renfroie, dénommée également Sainte Rainfroye  ou Sainte-Ragenfréde,.
Sainte Renfroie est fêtée localement le 22 avril,.
L'abbaye était établie vers 764 préalablement à Berzelles près de Flines sur la Sambre.
L'abbaye était située dans l'actuel parc Lebret, au XVe siècle un château s'y établit. Il fut reconstruit au XVIIIe siècle pour devenir propriété en 1838 de M. Le Bret, régisseur gérant de la compagnie des Mines de Denain et de la Compagnie des mines d'Anzin. Ses héritiers vendirent en 1924 le château à la Société française de constructions mécaniques. En 1978 la ville de Denain fit l'acquisition pour le franc symbolique de ce patrimoine immobilier comprenant le parc et le château.
Le château fut détruit le 22 février 2016 par décision de la mairie qui le trouvait trop vétuste qui n'avait pas trouvé les fonds nécessaires à sa réhabilitation.

## Historique
- Adalbert II d'Ostrevent († 790), ou Adelbert, seigneur d'Ostrevent, époux de la comtesse Reine, père de dix filles, dont sainte Renfroie, fondateur de l'abbaye de Denain en Hainaut ; fêté localement le 22 avril[3],[4]. L'abbaye accueille à l'origine des moniales bénédictines avant de devenir un couvent de chanoinesses au début de l'époque moderne[6]
- L'abbaye accueille des chanoinesses. Seize quartiers de noblesse sont nécessaires pour y entrer. Seule l'abbesse prononçait des vœux, les chanoinesses ne sont pas cloîtrées, elles peuvent sortir et se marier[7].

- Charlemagne fit don de quelques biens à l'abbaye en 805 mais peu de temps après sa fondation elle fut détruite par les Normands puis reconstruite vers 964 par Raynier au long Col.

- En 877 Charles le Chauve donne trente-quatre manses du village de Thiant à l'abbaye[8].

- Dans les environs de 1060, l'abbesse Fredessende fut mandée par la comtesse Adèle à Messines afin d'y fonder une abbaye : Notre-Dame à Messines[9].

- Lors de la bataille de Denain en 1712, le prince Eugène se rendit à l'abbaye[10].

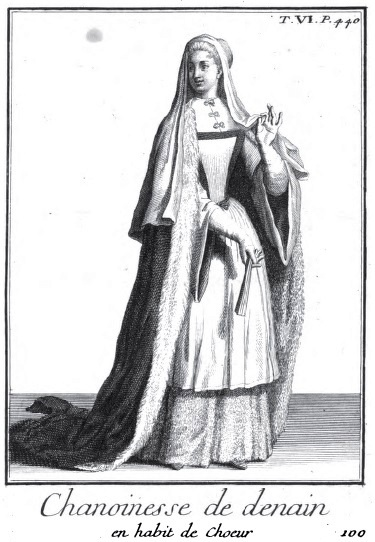
Chanoinesse de Denain en habit de cœur - Gosselin - 1718 - Histoire Des Ordres Monastiques.
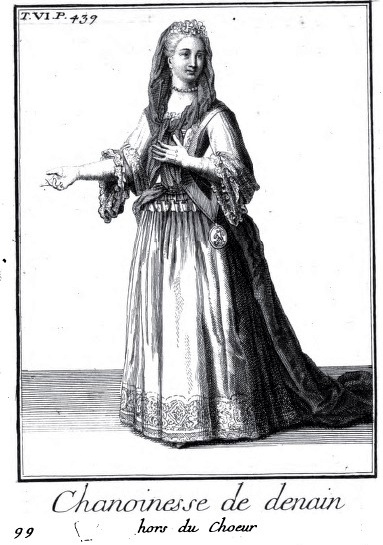
Chanoinesse de Denain - Gosselin - 1718 - Histoire Des Ordres Monastiques.

## Miracle
Sainte Ave recouvre la vue en l'abbaye de Denain auprès de la sépulture de Sainte-Renfroye

## Hydrologie
Située près de la rive gauche de l'Escaut et à promimité de l'Ecaillon.

## Photothèque

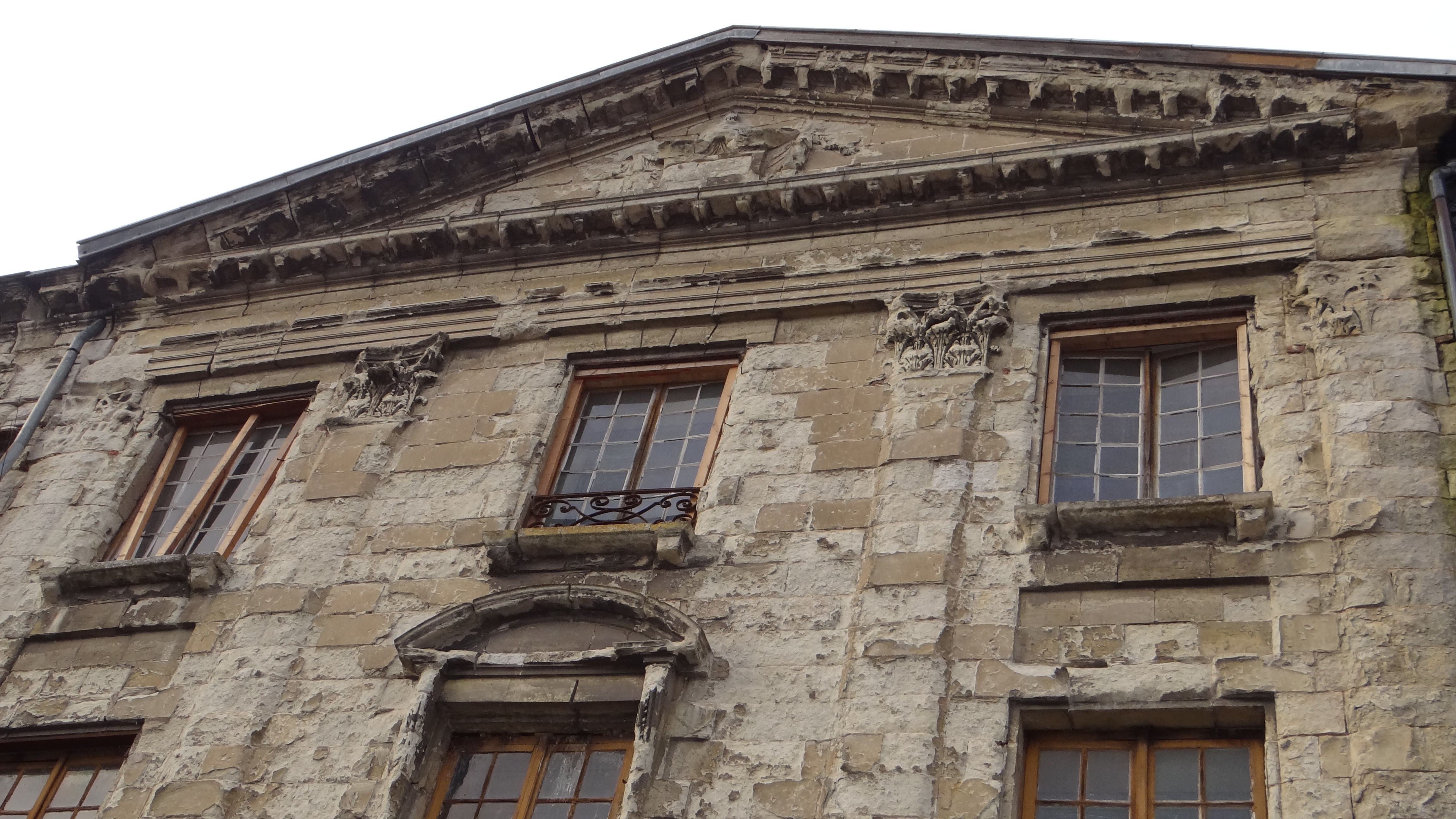
Le fronton du château.
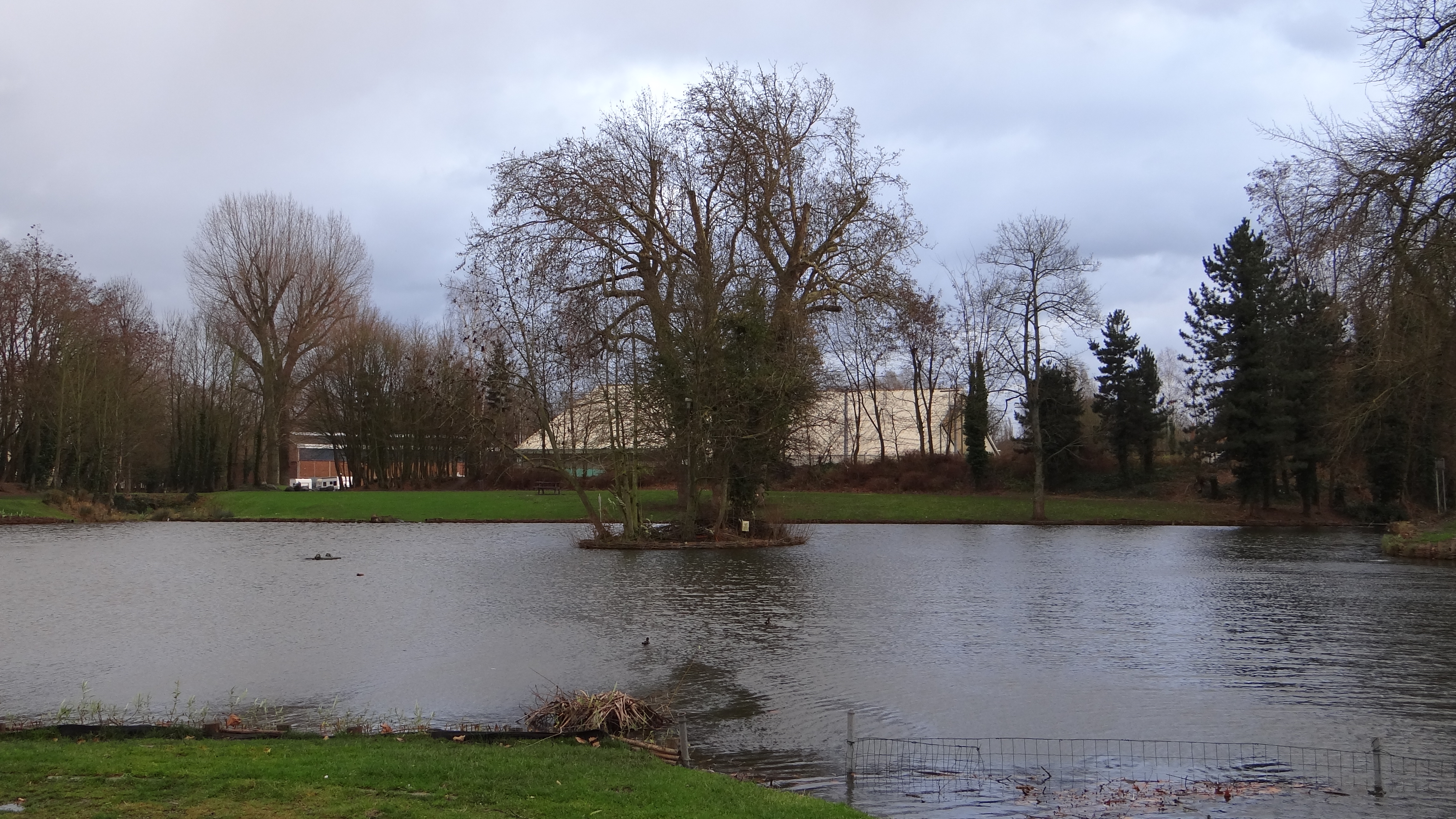
Le parc.
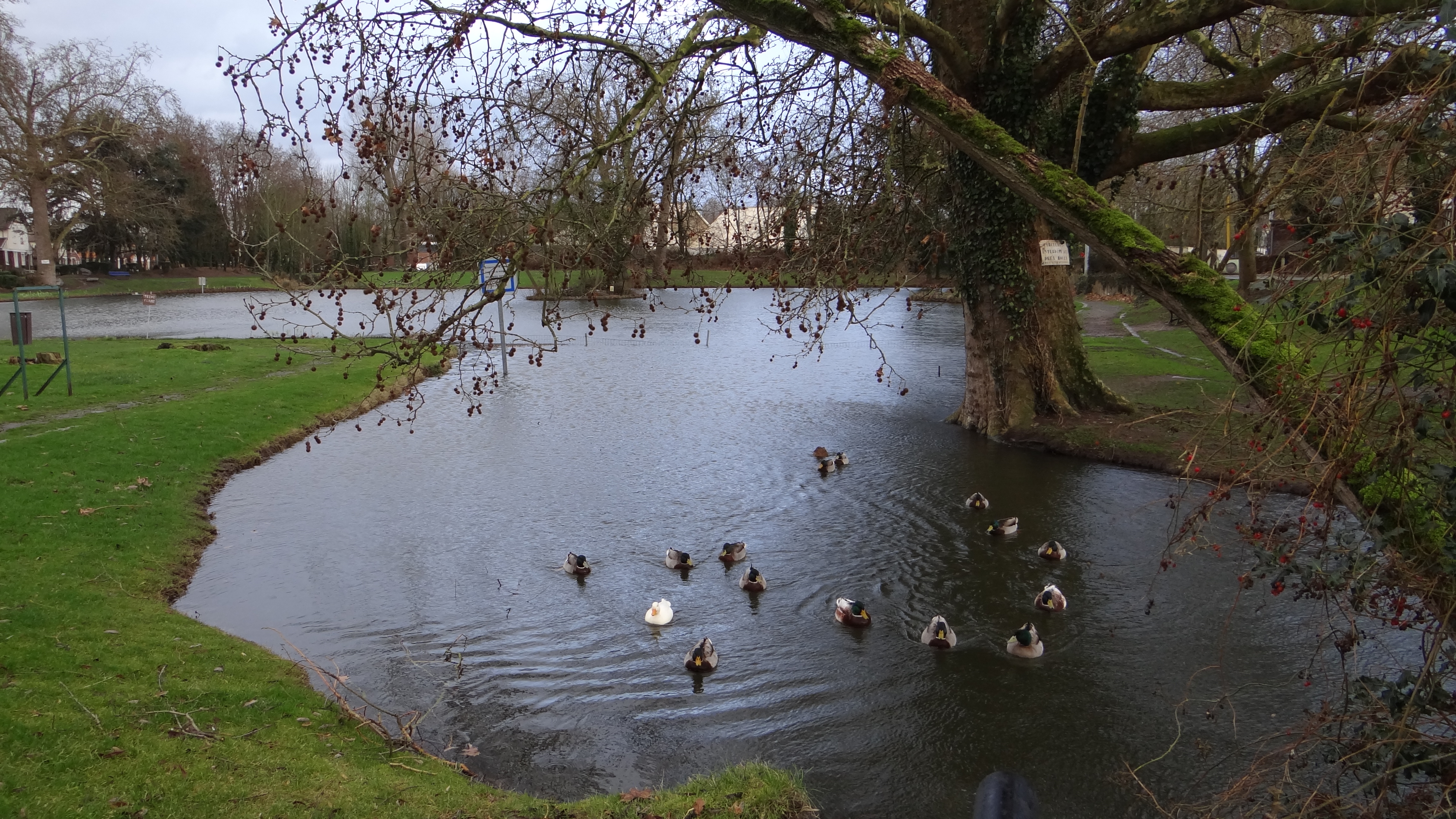
Le parc.
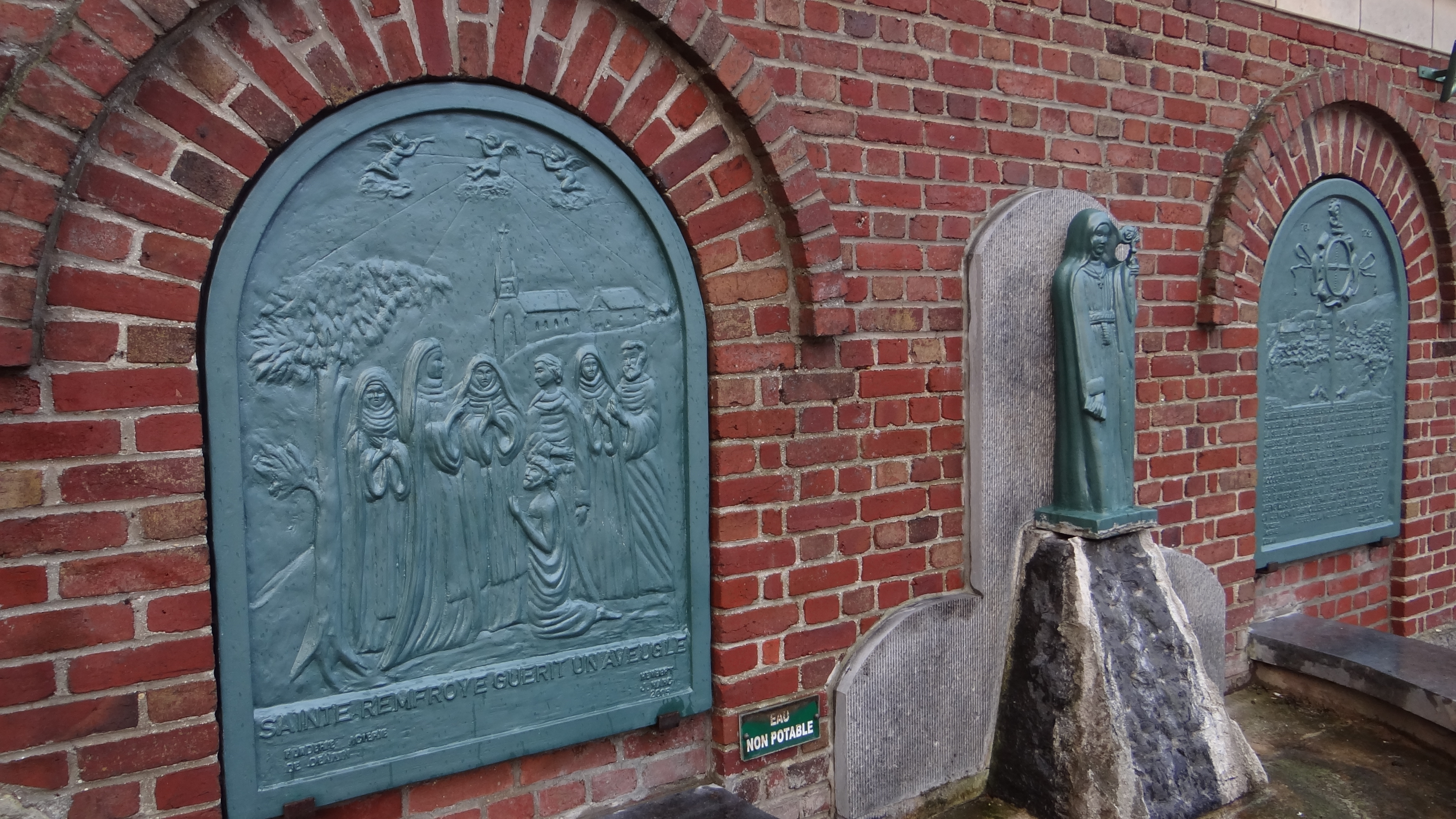
La fontaine Sainte-Renfroye.
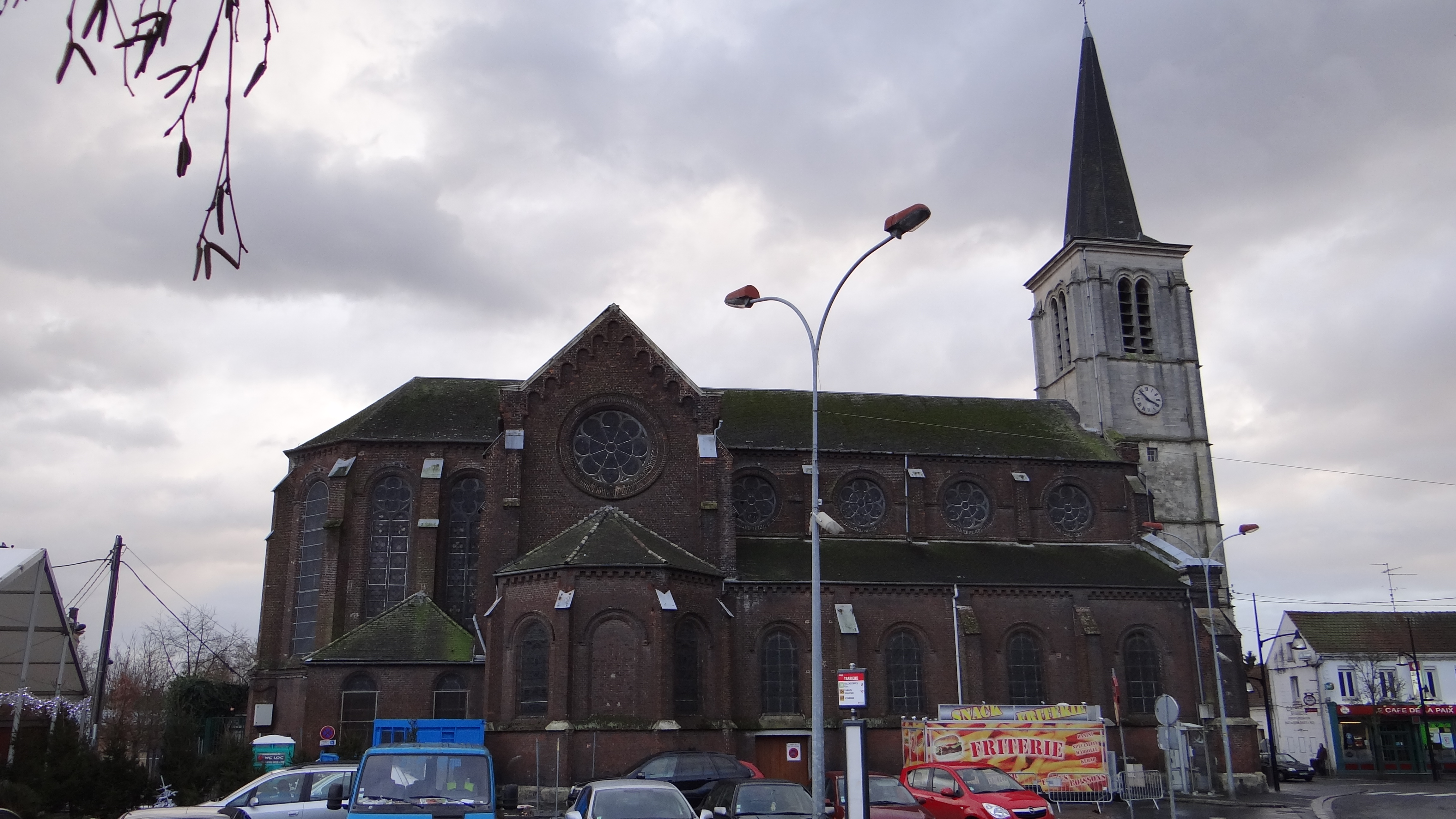
Église Saint-Martin.
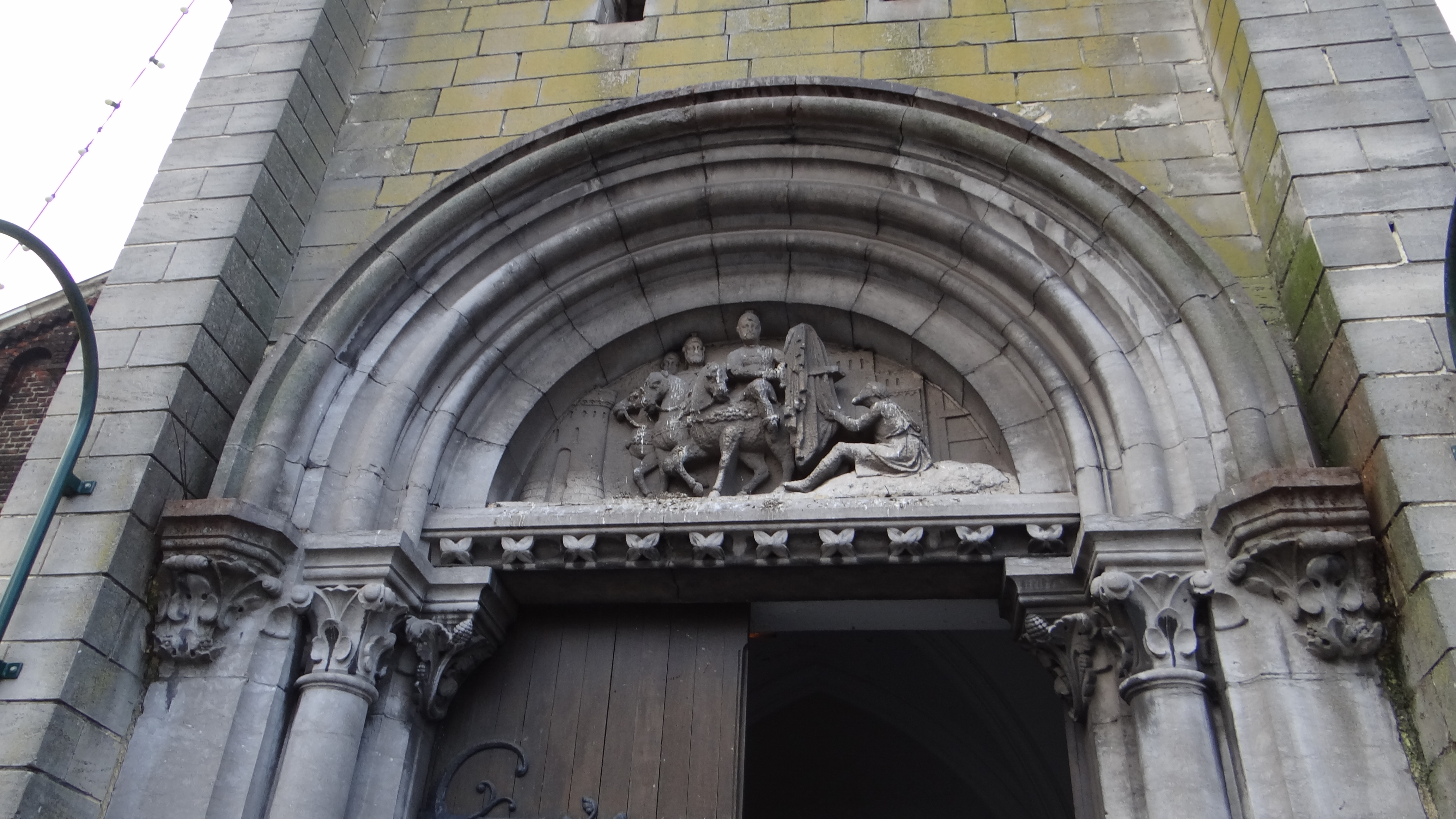
Fronton de l'église Saint-Martin.